# Микел Схредерс
Микел Схредерс (хол. Mikel Schreuders; Орањестад, 21. септембар 1998) арубански је пливач чија ужа специјалност су трке слободним стилом на 100 и 200 метара. Вишеструки је национални првак и рекордер, учесник светских првенстава и Олимпијских игара. 

## Спортска каријера
Схредерс је дебитовао на међународној пливачкој сцени 2014, на Светском првенству у малим базенима у Дохи. Годину дана касније по први пут је пливао и на Светском првенству у великим базенима које је те године одржано у руском Казању. Након тог првенства преселио се у Сједињене Државе где је као студент Мисуријског универзитета наступао на америчким универзитетским првенствима.  
Успео је да се квалификује за наступ на ЛОИ 2016. где је учествовао у квалификационим тркама на 200 слободно (45. место). 
Такмичио се и на светским првенствима у Будимпешти 2017 (39. место на 200 слободно) и Квангџуу 2019 (35. место на 100 слободно и  32. место на 200 слободно). 
Најбољи резултат у дотадашњој пливачкој каријери остварио је на Панамеричким играма 2019. у Лими где је пливао у финалним тркама на 100 (6) и 200 метара слободним стилом (7. место).   